# Langsamer Walzer
Der Langsame Walzer, auch Englischer Walzer (engl.: Slow Waltz, auch English Waltz), ist ein Gesellschafts- und Turniertanz in einem beliebigen 3er-Takt. Der Langsame Walzer ist einer der klassischen Standardtänze und wird normalerweise bei einem Tempo von etwa 30 Takten pro Minute getanzt.

## Geschichte
Der Begriff „langsamer Walzer“ wurde – in gedruckter Form – erstmals 1806 von Carl Friedrich Ebers (1770–1836) bei seinem op. 19 („6 langsame und 6 Wiener Walzer“) verwendet. Er geriet jedoch in Vergessenheit.
Erst um 1870 entwickelte sich in den USA eine sanftere Form des Wiener Walzers, der unter dem Namen Boston (oder auch Valse Boston) bekannt wurde. Diese Version behielt die für den Wiener Walzer charakteristischen drehenden Figuren bei, wurde aber zu einem langsameren Tempo getanzt. Um 1920 entwickelte sich daraus in England der Slow Waltz (Langsamer Walzer), der wegen seiner Herkunft auch English Waltz genannt wird. Andere Quellen geben allerdings auch den Ländler aus dem deutschsprachigen Raum als „Urvater“ des Langsamen Walzers an. Die Tänzer nutzen das langsamere Tempo, um den Walzer um weitere Figuren zu bereichern, die das Tanzen interessanter machen.
Der Langsame Walzer ist seit 1963 Bestandteil des Welttanzprogramms. Er gilt als der harmonischste Standardtanz und wird häufig zur Eröffnung einer Tanzveranstaltung getanzt. Auch wird er als einer der fünf Standardtänze weltweit auf jedem Standardturnier als erster gewertet. Der Langsame Walzer, wie er heute auf Turnieren getanzt wird, ist von Beginn an das Ergebnis jahrelanger technischer Verfeinerung und Weiterentwicklung.

## Charakteristik und Technik
Wichtig beim Langsamen Walzer ist das Auf- und Abschwingen des ganzen Körpers, das sich innerhalb eines Taktes ständig beschleunigt oder verzögert, aber nie ganz aufhört. Den Schwung holen sich die Tänzer mit dem Schritt beim ersten Taktschlag auf dem Weg nach unten. Danach erschöpft sich dieser Schwung auf dem Weg nach oben bis zum Schließen der Füße beim dritten Taktschlag. Dieses Oben und Unten wird unter den Taktschlägen eins und zwei durch (langsameres) Heben und unter dem Taktschlag drei durch (schnelleres) Senken erreicht (Rise and Fall). Gemeint ist damit das Absenken und Heben des ganzen Körpers bei gestreckter Wirbelsäule, das durch Beugen und Strecken alleine der Knie und der Fußgelenke bewirkt wird. Ein weiteres Charakteristikum ist die leichte Beugung des Oberkörpers meist zu einer bestimmten Seite und der damit erzeugte Schiefstand der Körperachse (Sway), mit dem sich Bewegungen und Schwünge ohne Verlust des Gleichgewichts verzögern lassen. Um die Bewegungsrichtung stufenlos ändern und damit etwa anderen Paaren geschwind ausweichen zu können, wird Langsamer Walzer in unterschiedlichen Drehumfängen getanzt (unter- bis überdreht).
In abgeschwächter Form treffen diese Merkmale des Langsamen Walzers auch auf alle anderen Schwungtänze zu, zu denen auch Quickstep, Slowfox und Wiener Walzer gehören.